# إنا

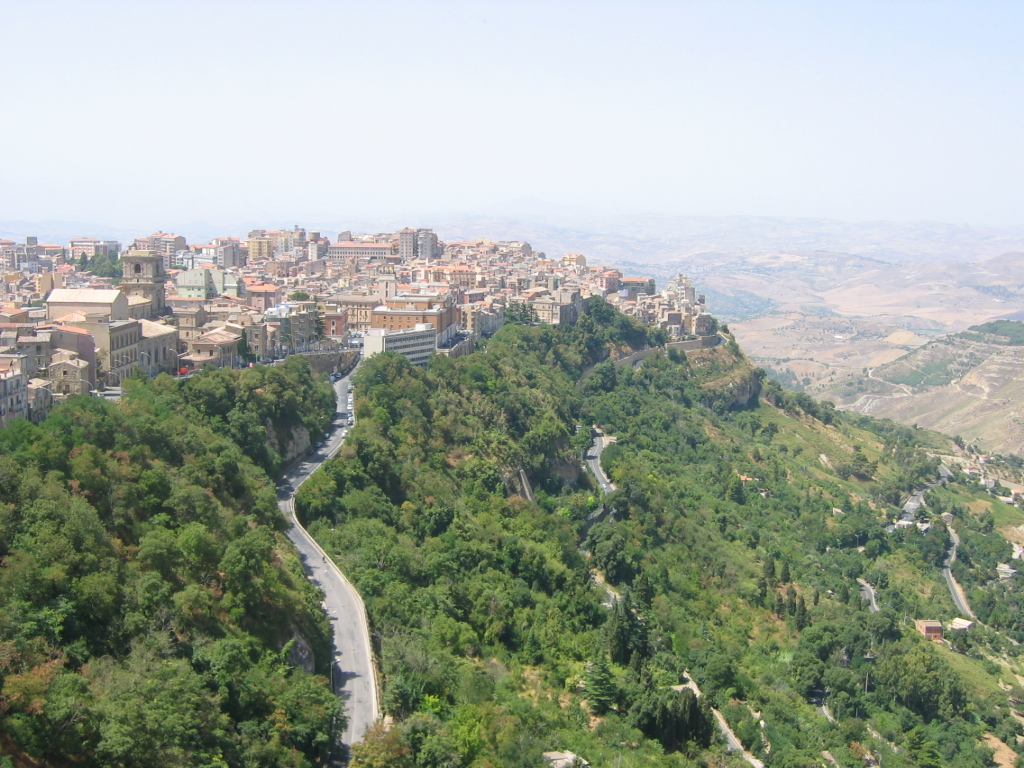
قصر يانه

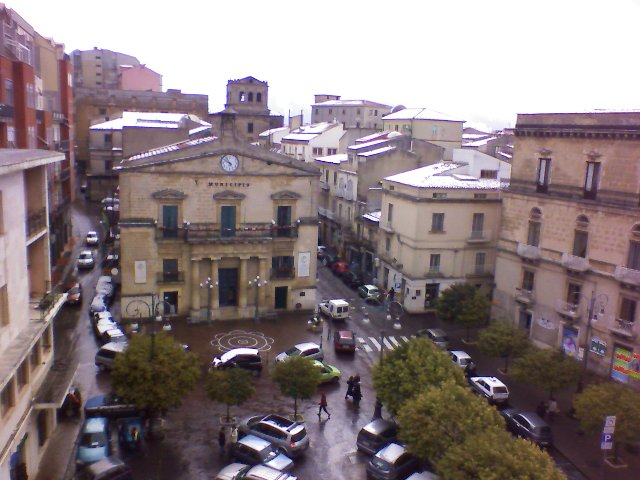
قصر يانه مثلجة

إنا (بالإيطالية: Enna)‏ أو قَصْرُ يَانِه  أو قصر ياني مدينة إيطالية تقع في وسط جزيرة صقلية عاصمة مقاطعة قصر يانه وتشتهرت بأنها أعلى عواصم مقاطعات إيطاليا، حيث يصل ارتفاعها إلى 970 متر فوق مستوى سطح البحر. ترتفع فوق المناطق الريفية محيطة بها.
اشتهرت المدينة بأمثال Urbs Inexpugnabilis حيث ضرب الرومان بها المثل في صعوبة الاستيلاء عليها، وسميت «سرة صقلية» نظرا لموقعها الجغرافي المركزي بالنسبة للجزيرة، وبلفدير دي صقلية لروعة المناظر الطبيعية.
شهدت ماضٍ عريق منذ ما يزيد على ثلاثة آلاف سنة، معقلا السيكانيون، الإغريق، الرومان، البيزنطيون، والعرب، النورمان، السويبيون الأراغونيون، وتعيش إنا الآن فترة تطور متجدد وو نمو راقي على الصعيدين الوطني والدولي، ويعود الفضل بالدرجة الأولى إلى جامعتها الحديثة. تدور في حلبة أوتودرومو دي بيرغوزا العديد من منافسات الجوائز الكبرى فورمولا 3000 وفورمولا 2 (جائزة قصر يانه الكبرى). وصناعياً، يتوقع في المستقبل إنشاء مشروع لإنتاج الطاقة الكهربائية عن طريق استخدام الكتلة الحيوية. وأيضا بفضل الأثار العظيمة التي طبعها تاريخ طويل ومزدهر، تكتشف في قلعتها، وفي أبراجها، وفي أعرق أحياءها، وفي وسطها التاريخي الغني بالكنائس الكبيرة والقصور القيمة والمناظر الاستثنائية.

## معرض الصور

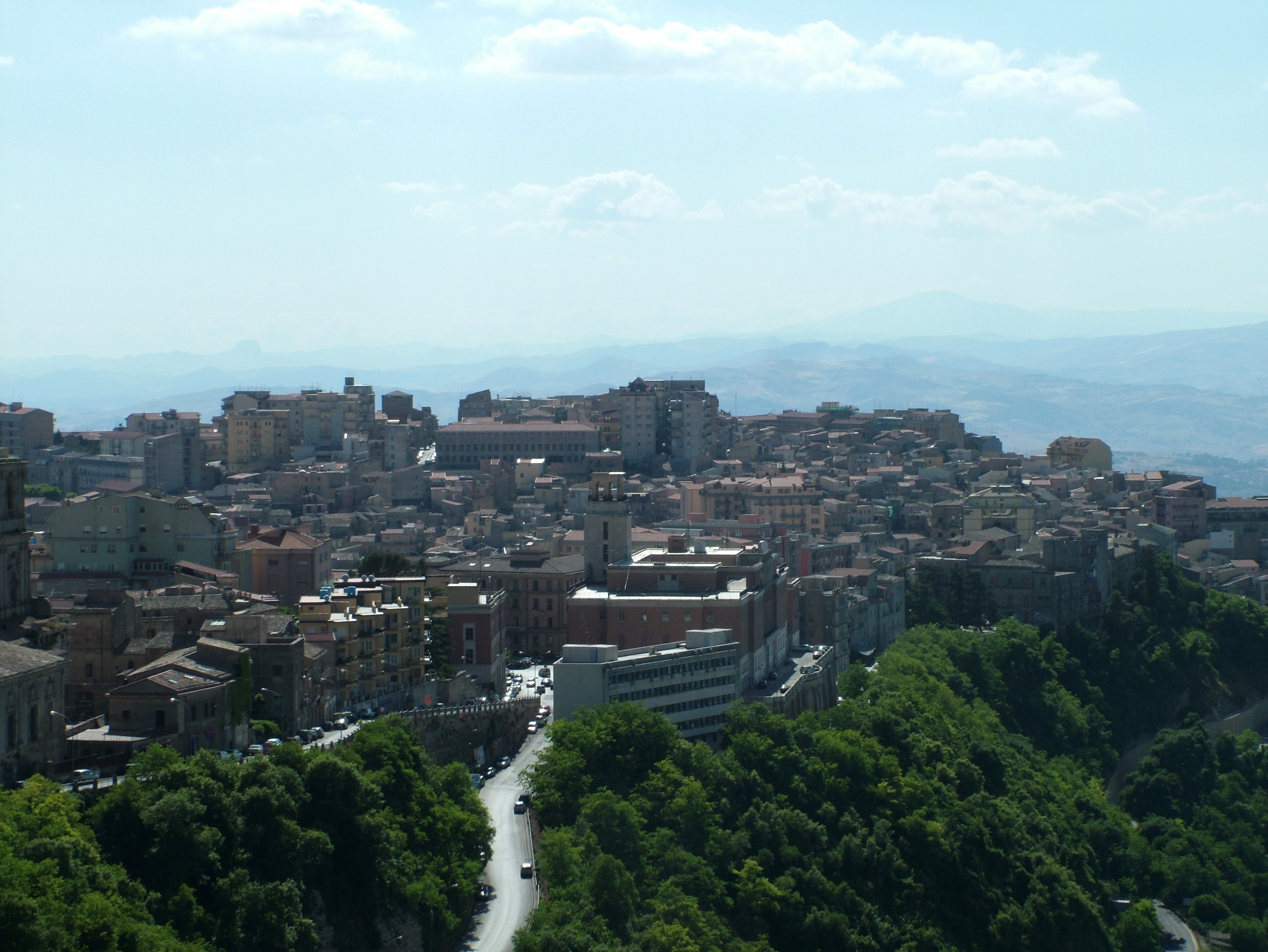
لمحة عن المركز التاريخي من برج بيزان
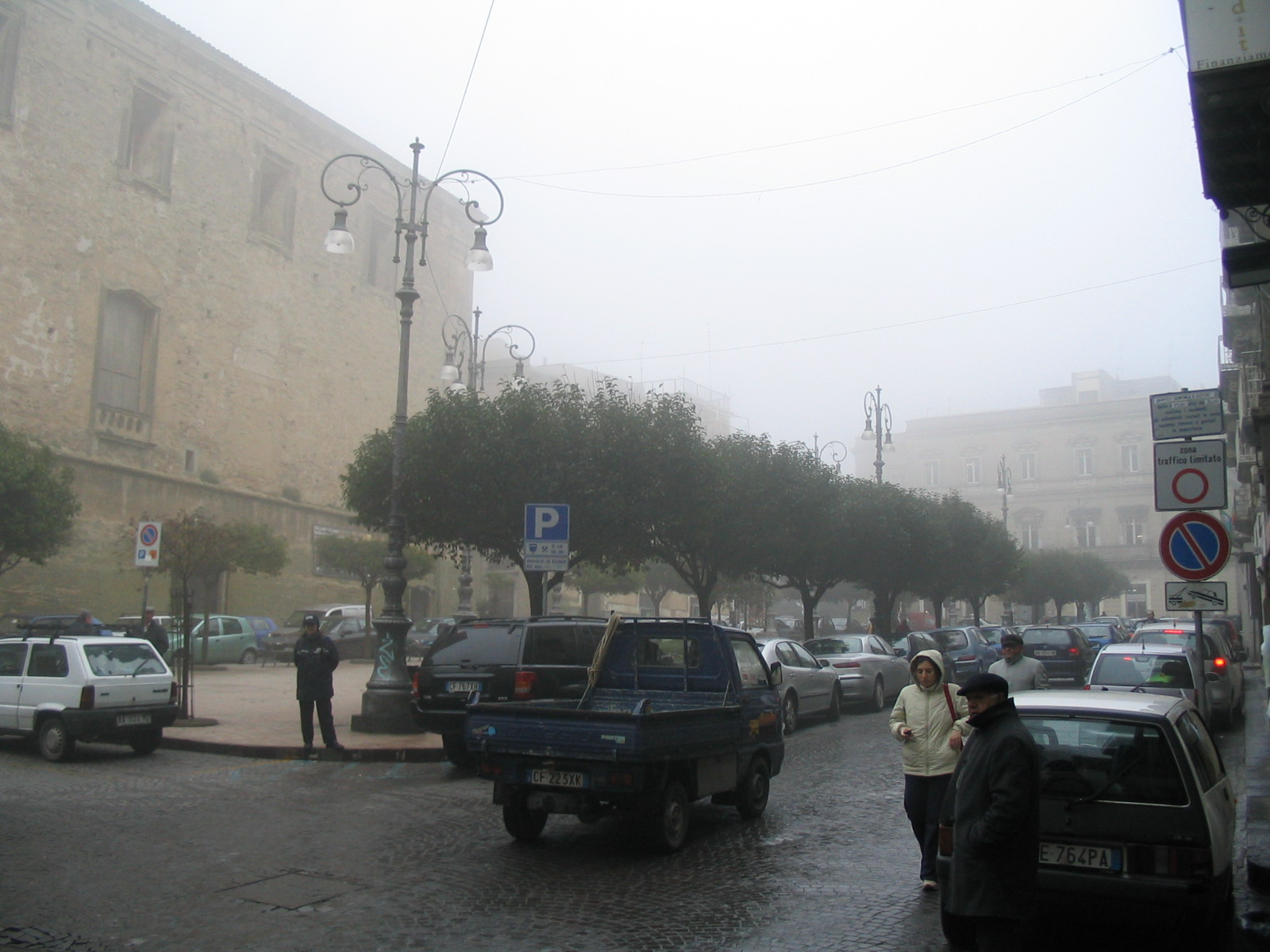
لمحة عن ساحة فيتوريو إيمانويل يكتنفها الضباب
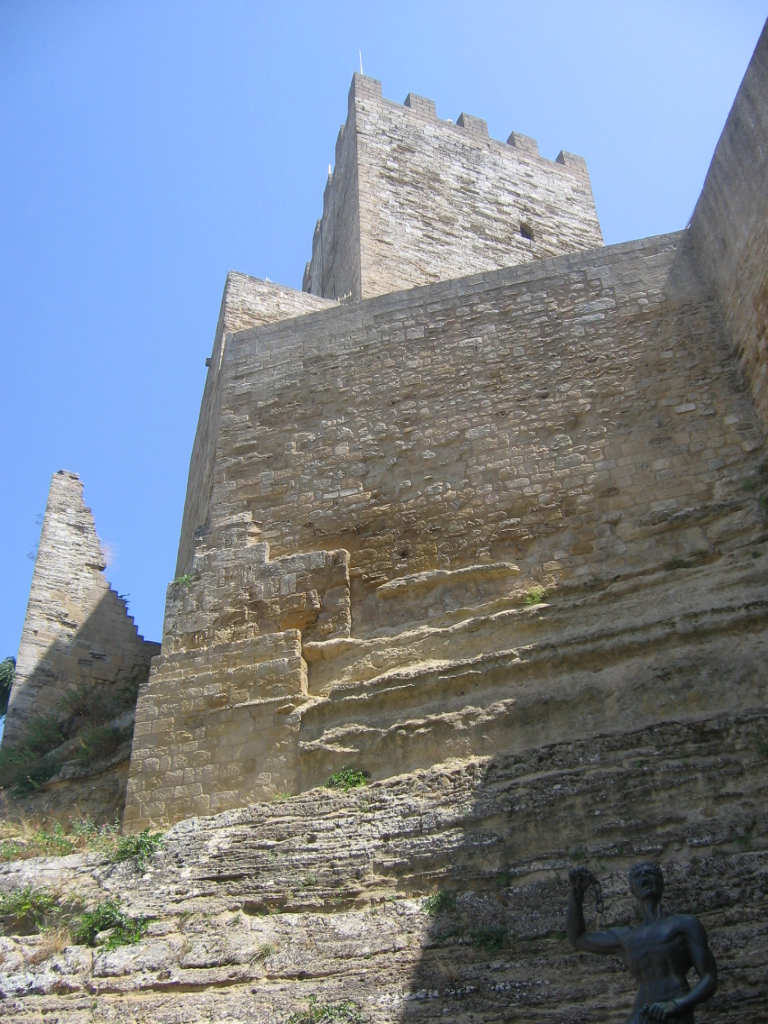
قلعة لومباردي ، تفاصيل برج بيزانا
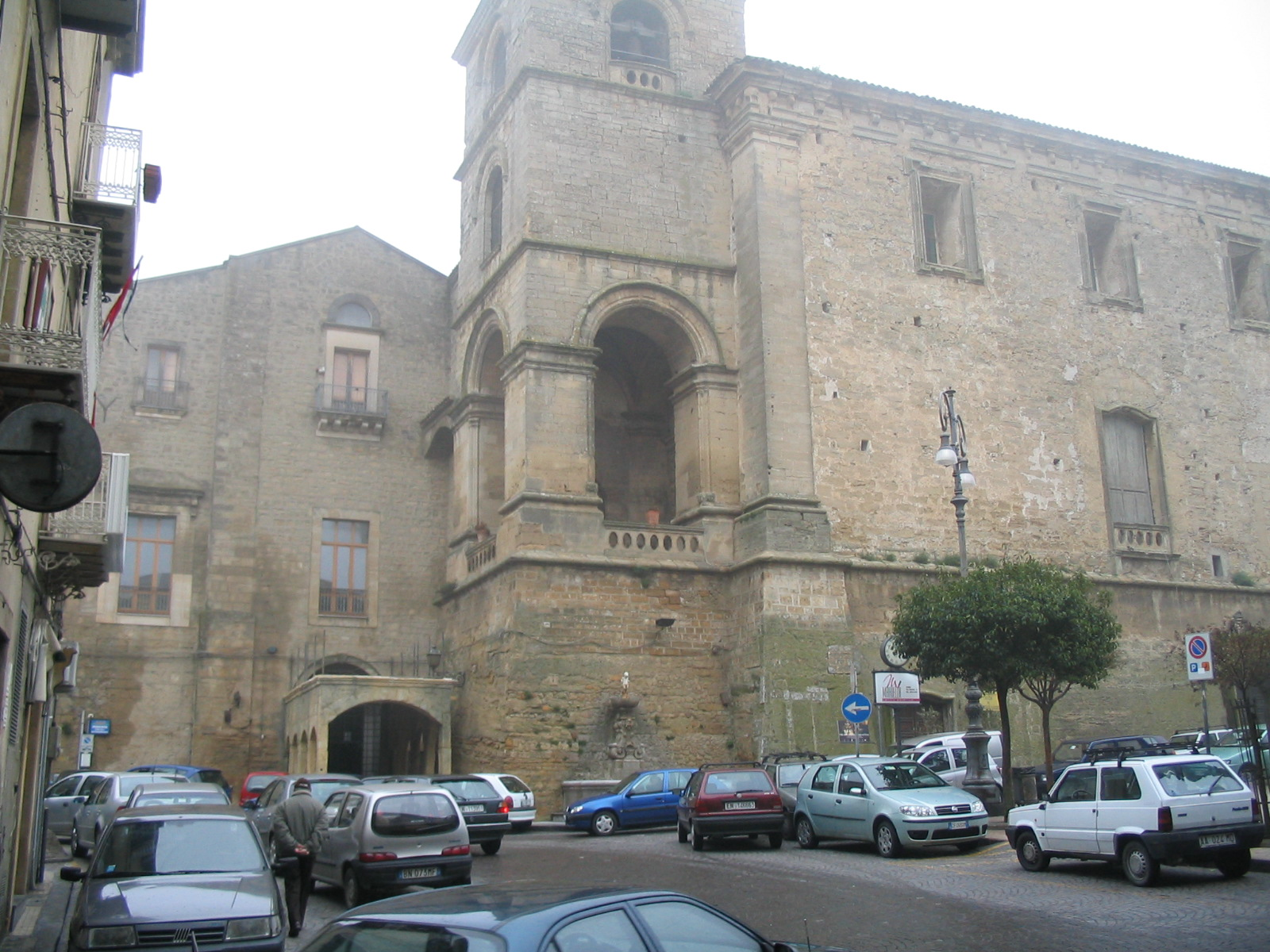
قصر كيارامونتي في ساحة فيتوريو ايمانويلي
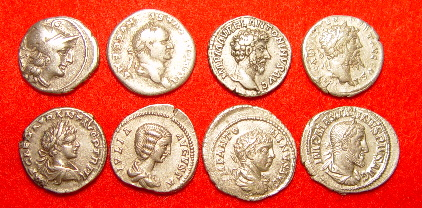
عملات رومانية
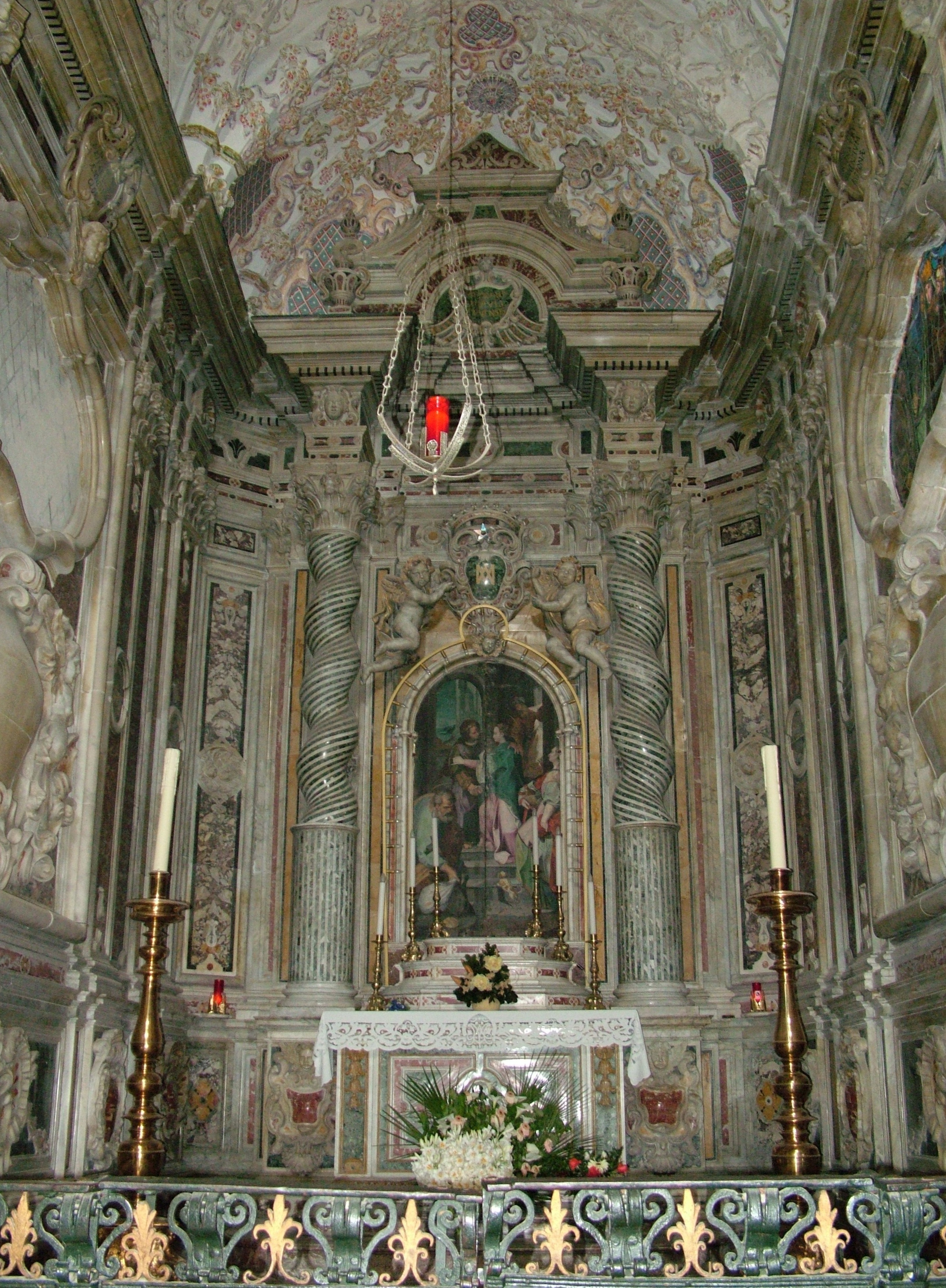
تفاصيل الجانب الأيمن للكاتدرائية على الطراز الباروكي
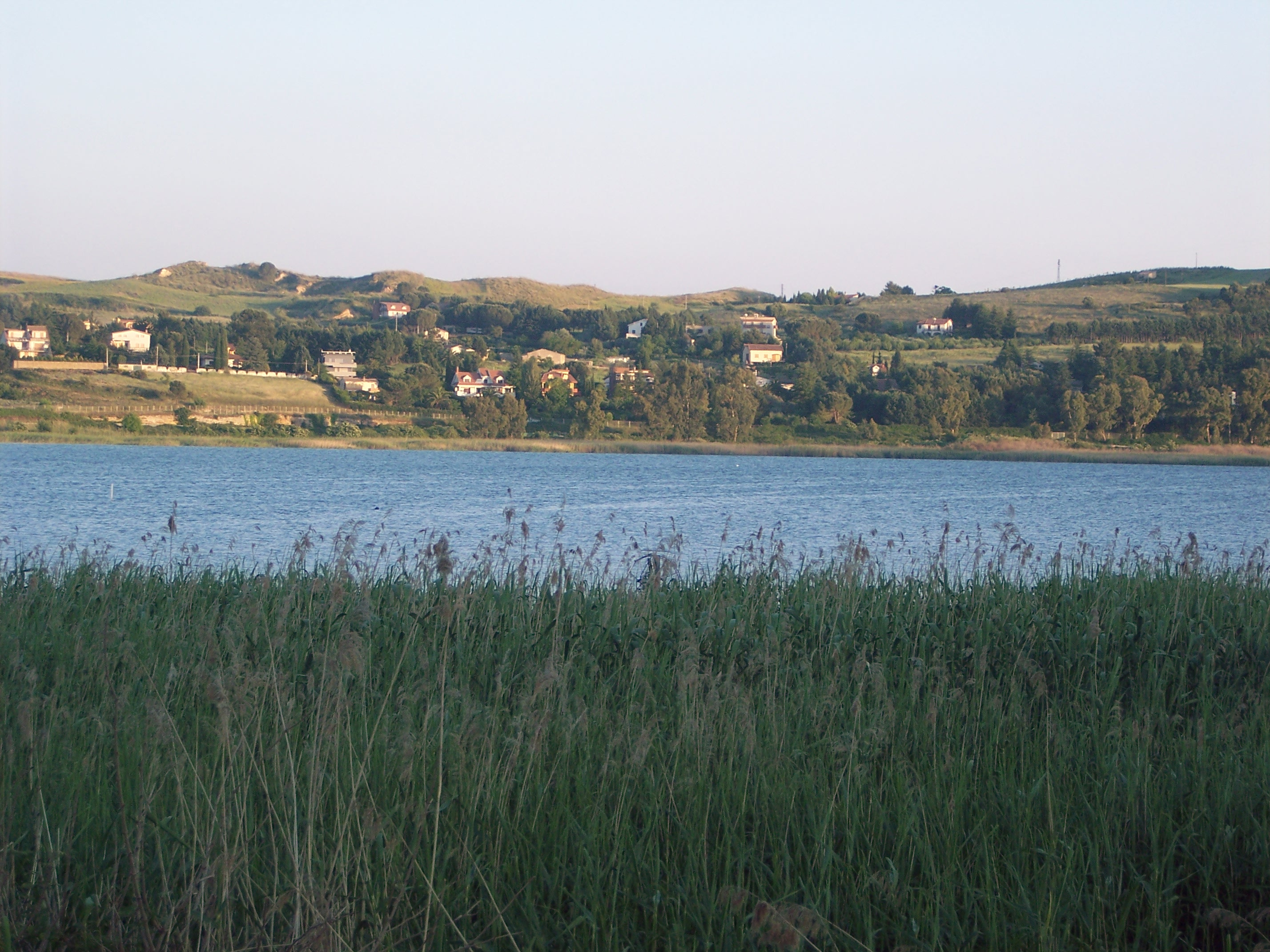
قصب بحيرة برغوسا مع منظر للبحيرة
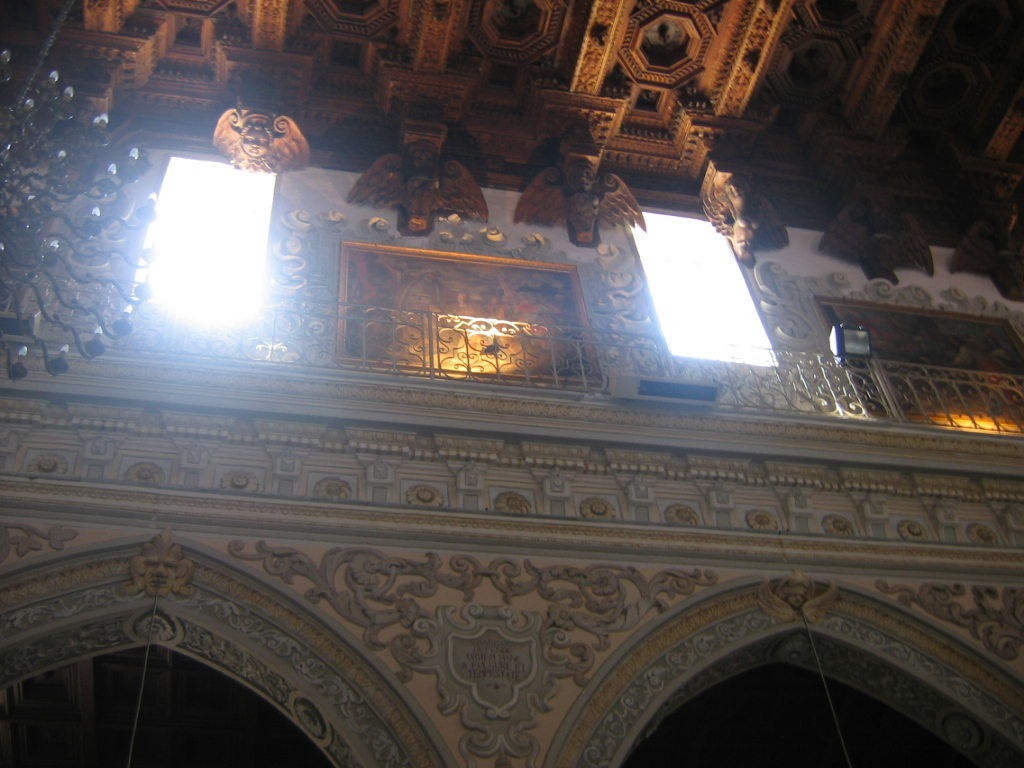
الفن الباروكي في إنا، ومنظر السقف الخشبي للكاتدرائية
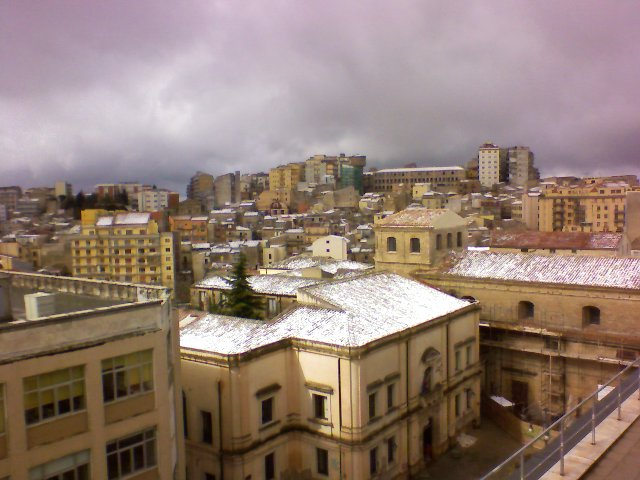
المدينة وهي مغطاة بالثلج
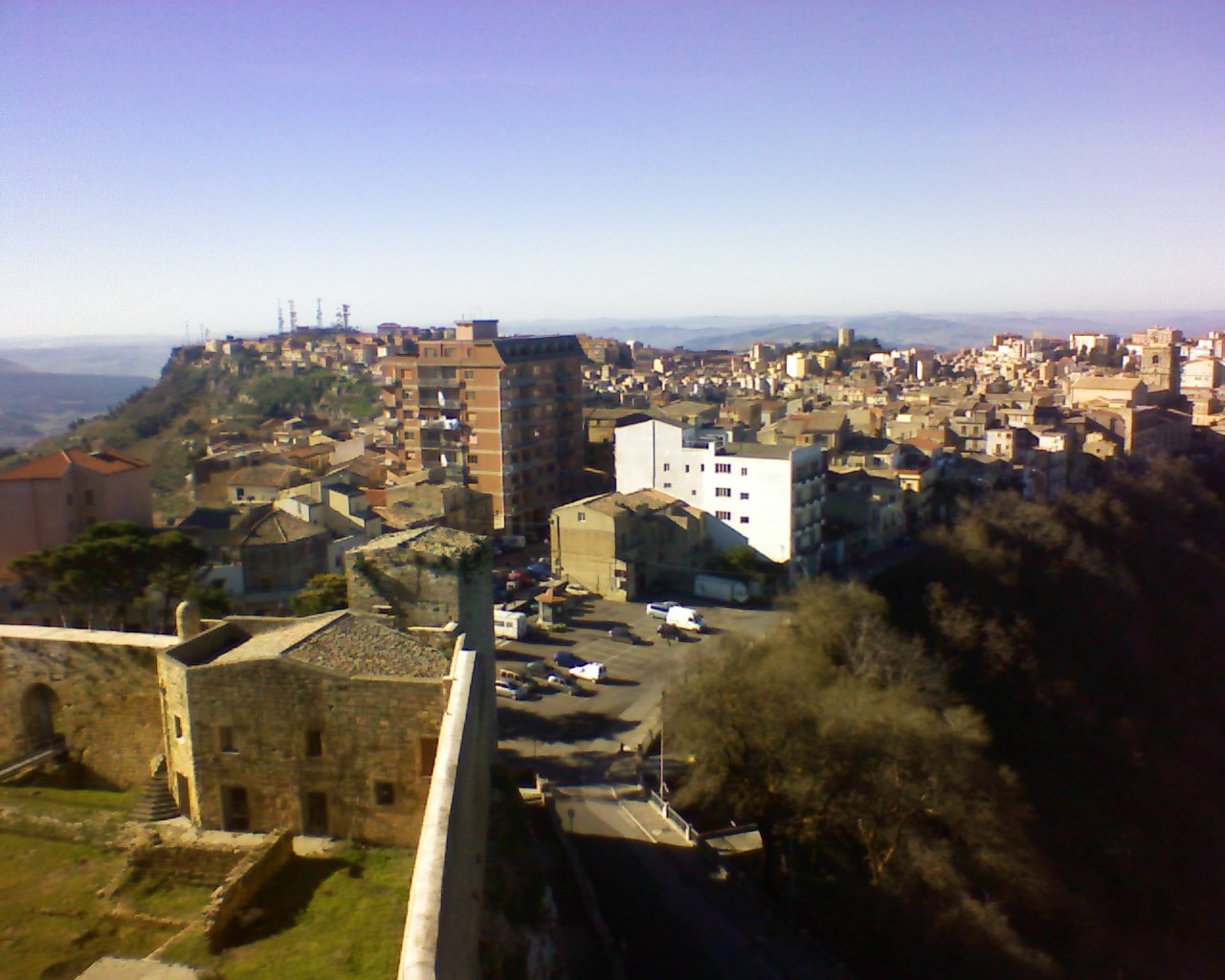
منظر للمدينة من أعلى القلعة
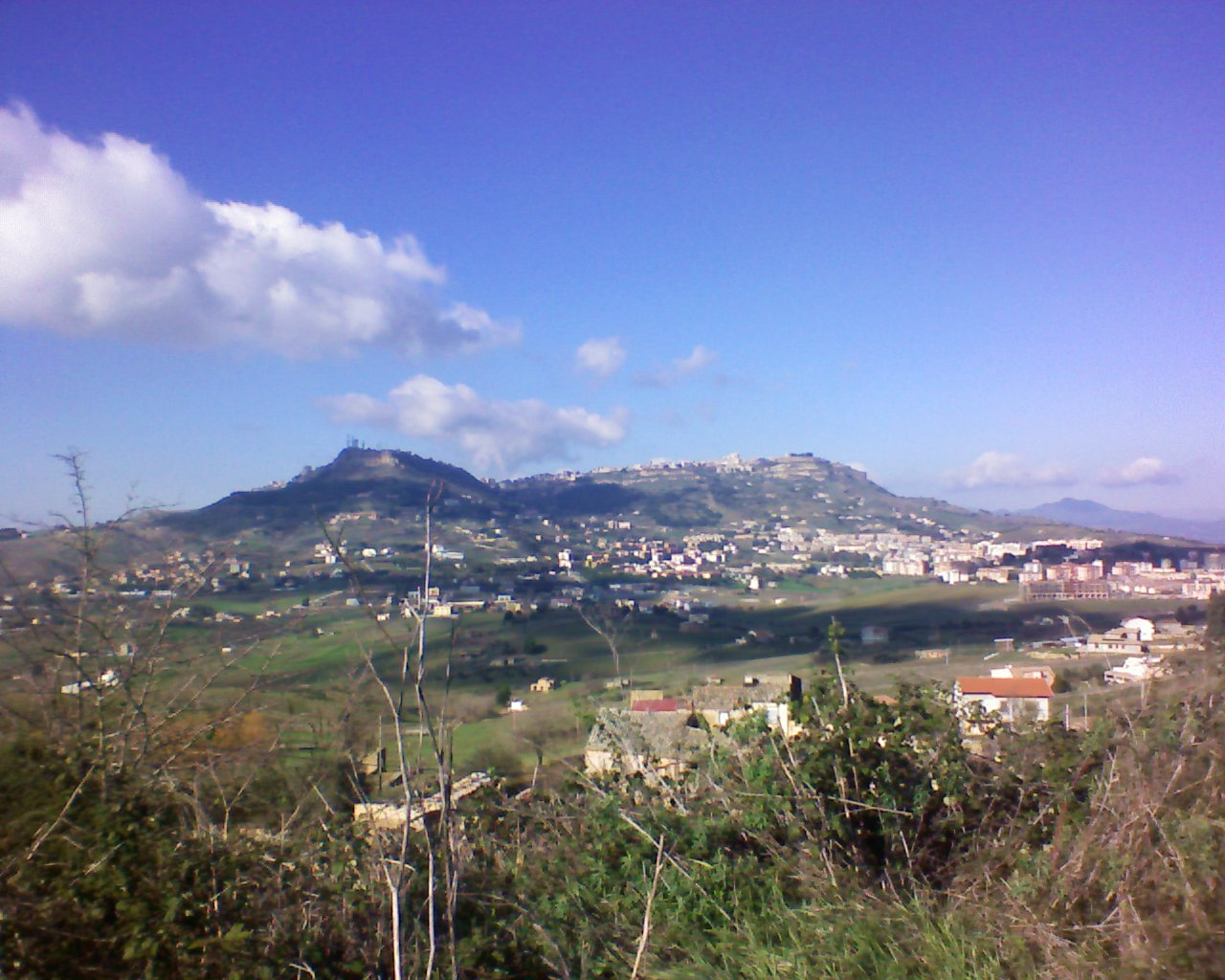
منظر عام لبلدة إنا باسا عند سفح البلدة العليا
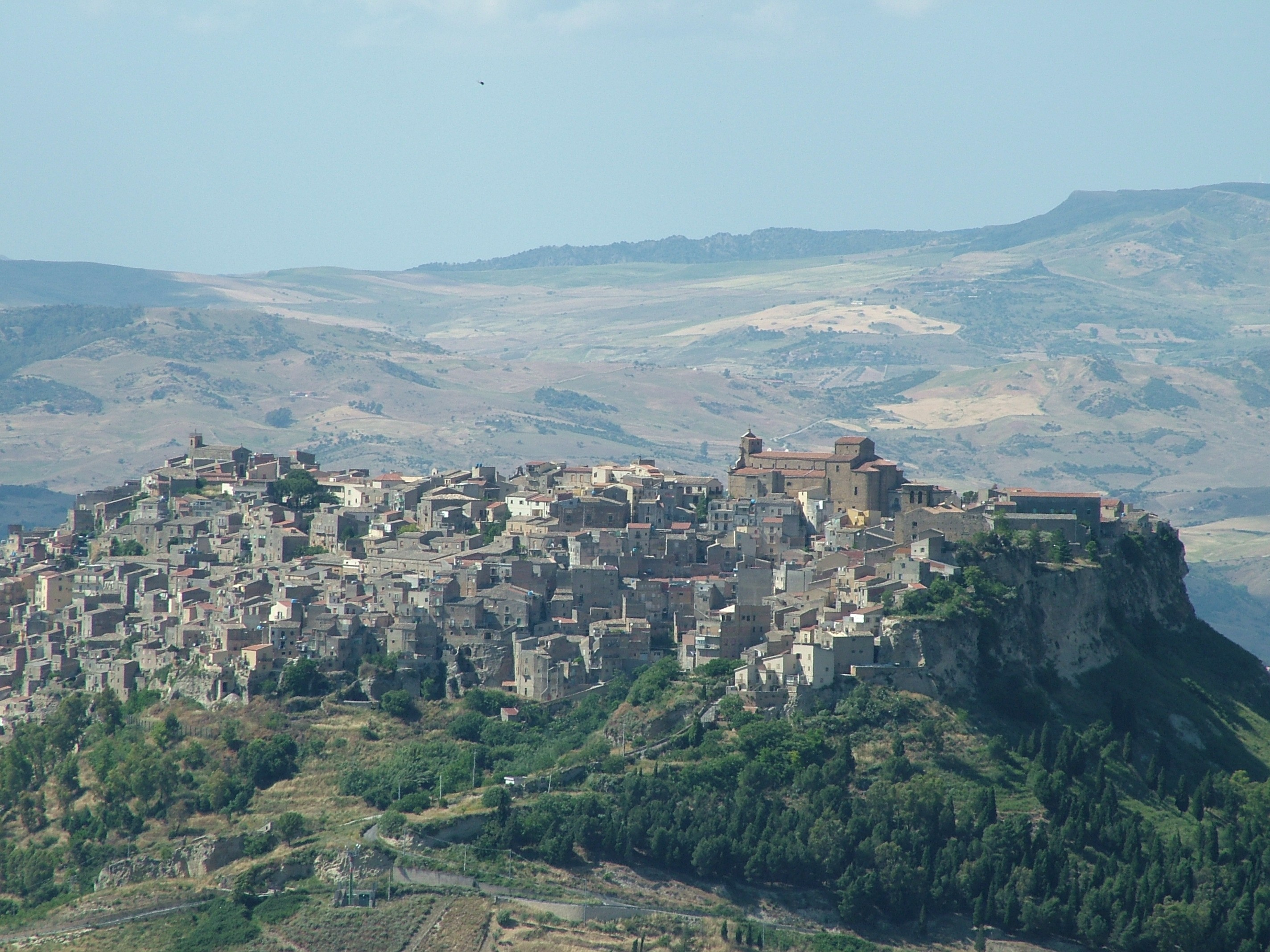
منظر من جبل بلفيدير في إنا ، مع كالاشيبيتا في مقدمة المنظر
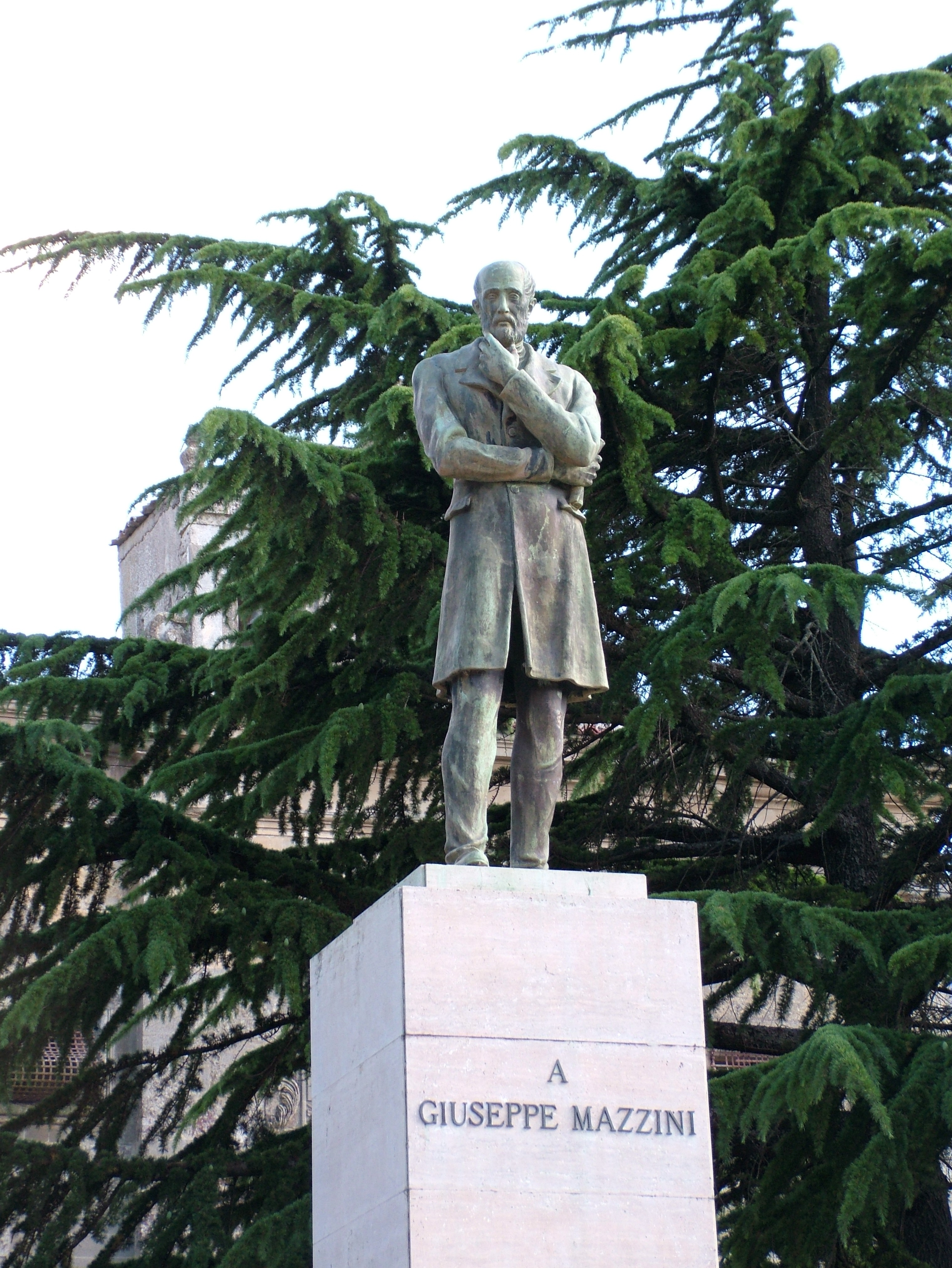
تفاصيل النصب التذكاري لمازيني في الساحة المجاورة لكاتدرائية الدومو
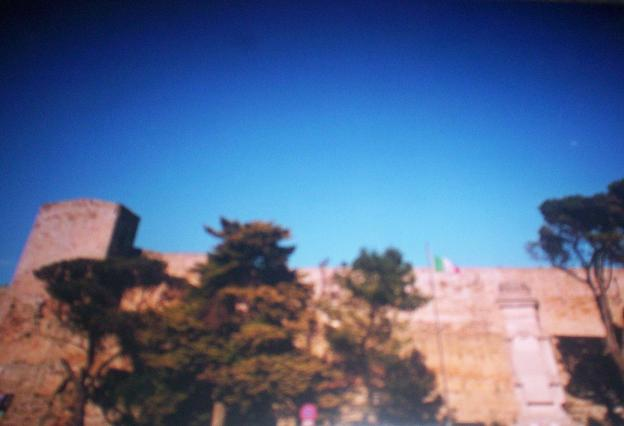
قلعة لومباردي
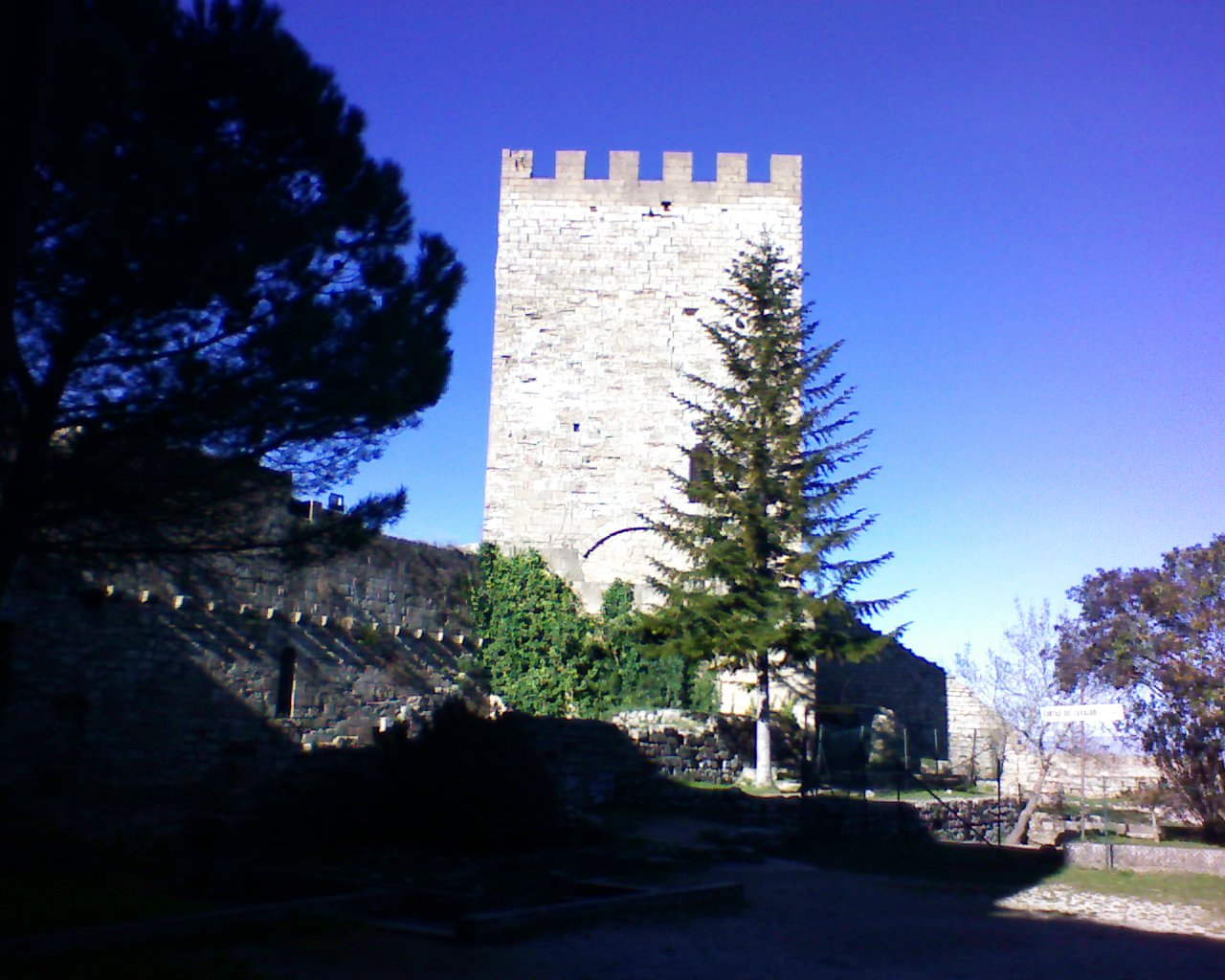
برج بيزان
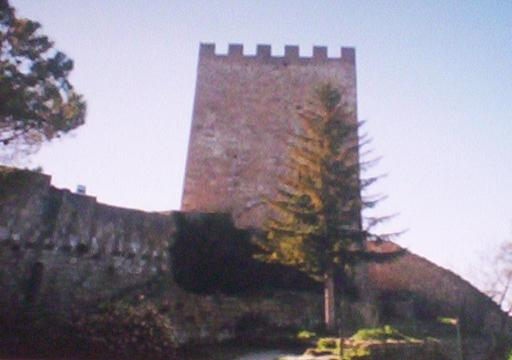
برج بيزان
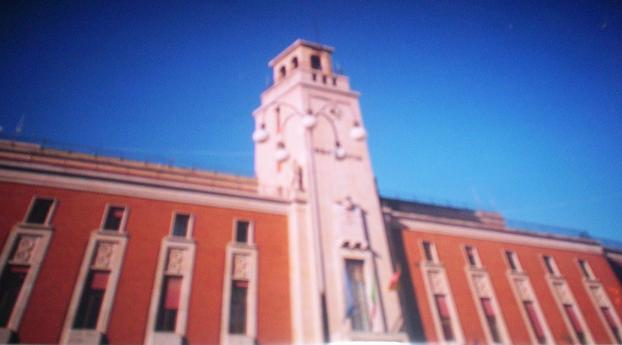
قصر الحاكم
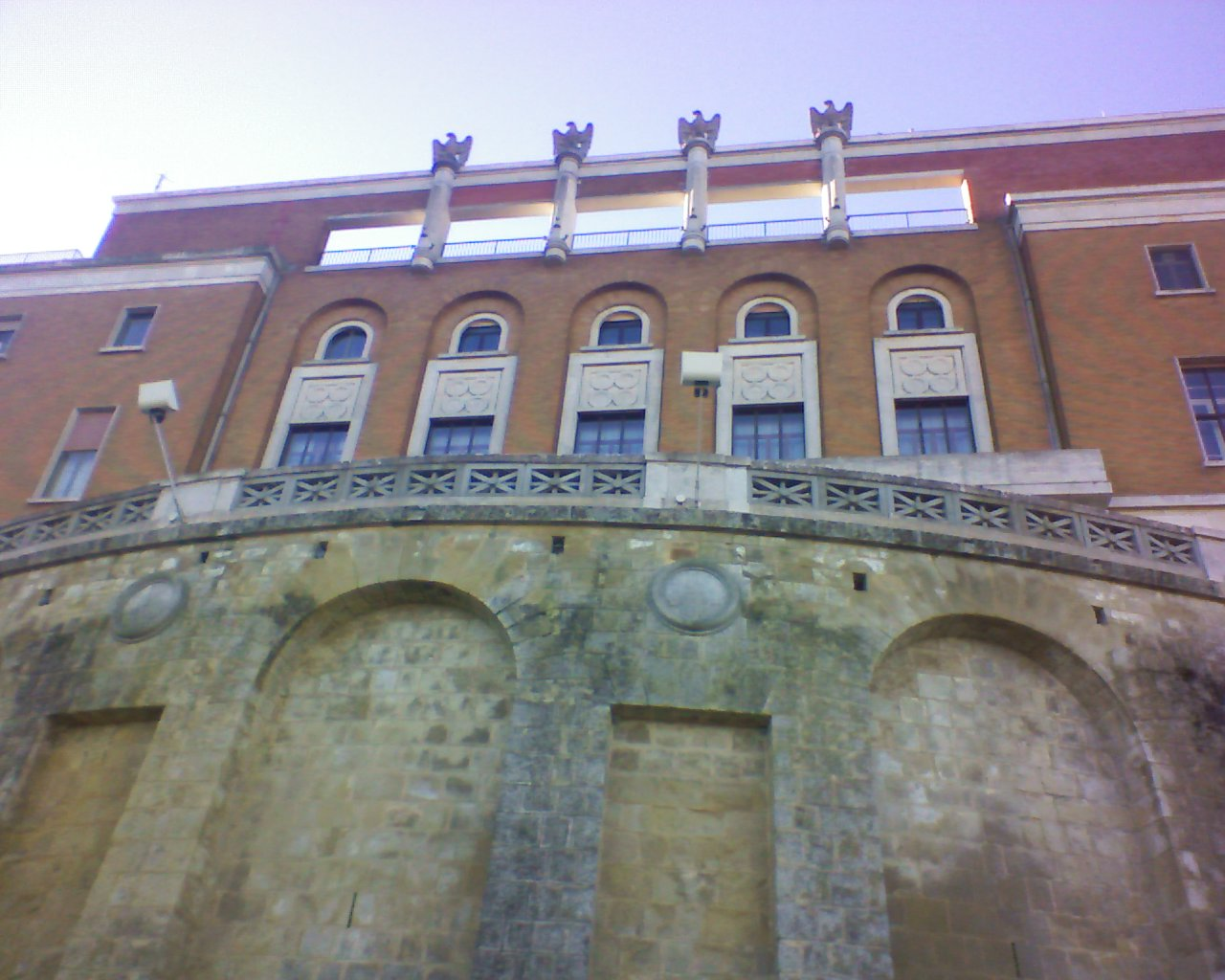
قصر الحاكم
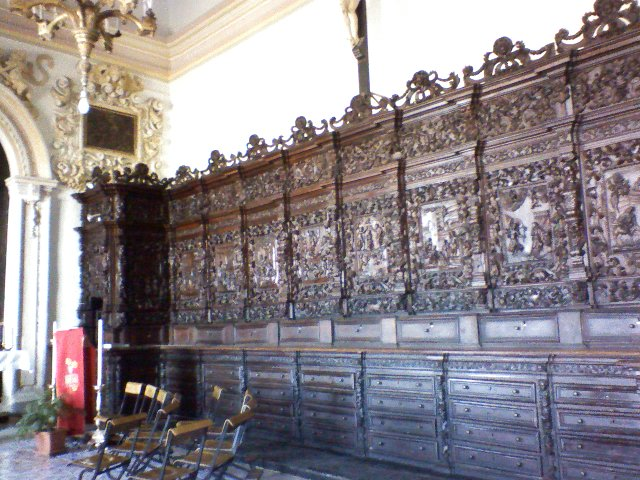
منحوتة "كاسريزيو" الخشبية الثمينة في الكاتدرائية
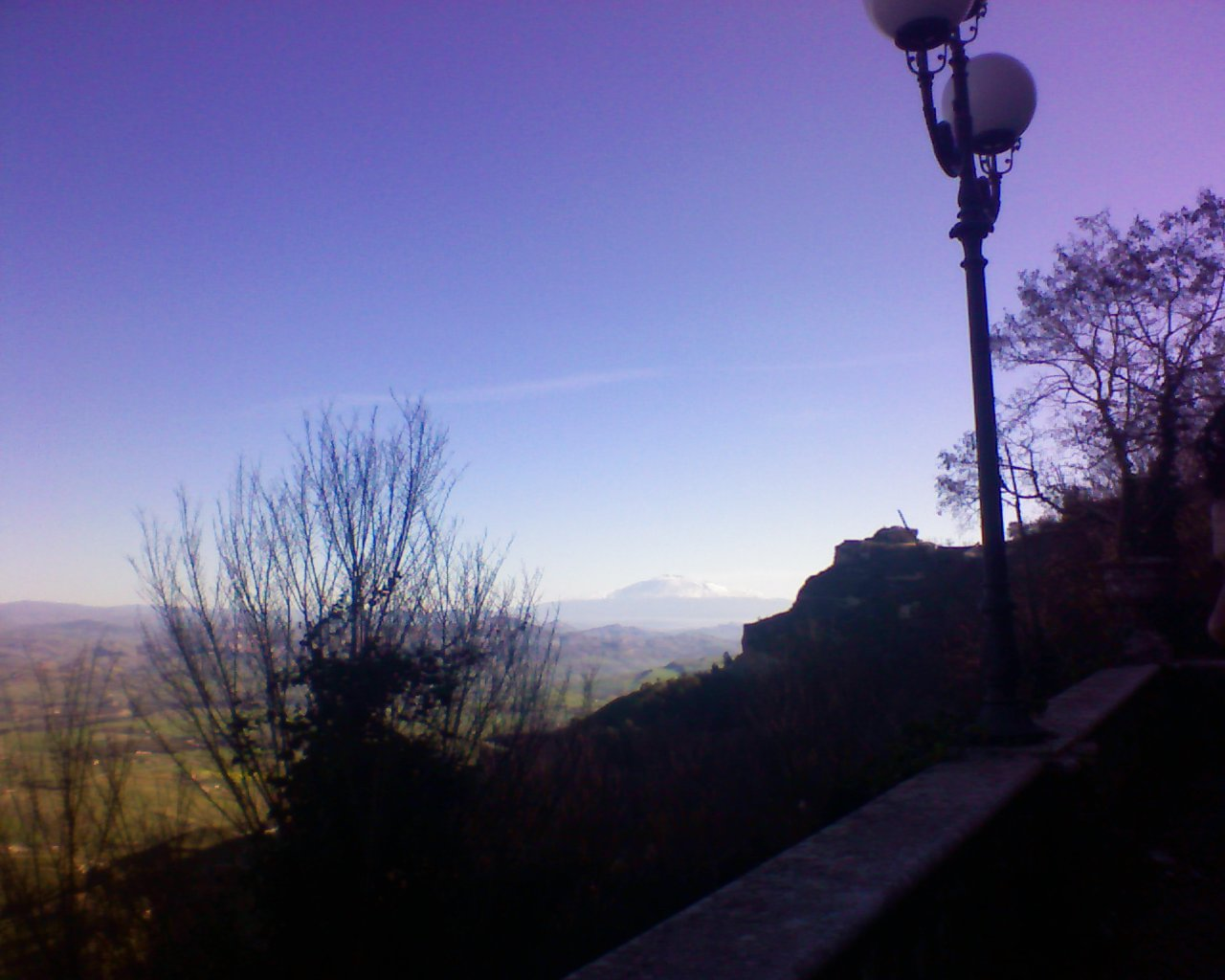
منظر بانورامي من جبل بلفيدير
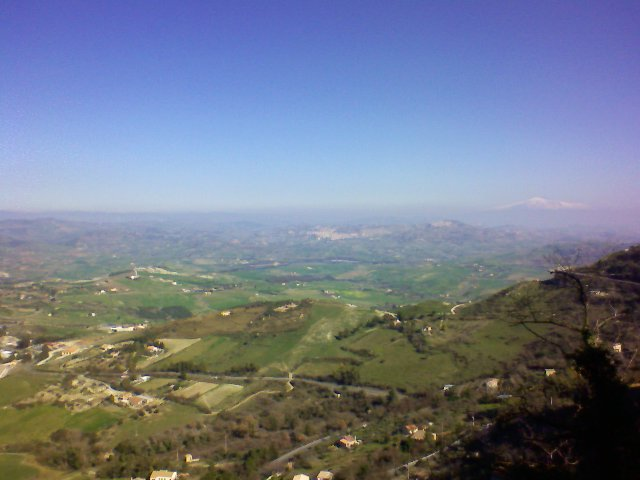
منظر بانورامي رائع من جبل بلفيدير في إنا مع منظر لجبل إتنا في الأفق
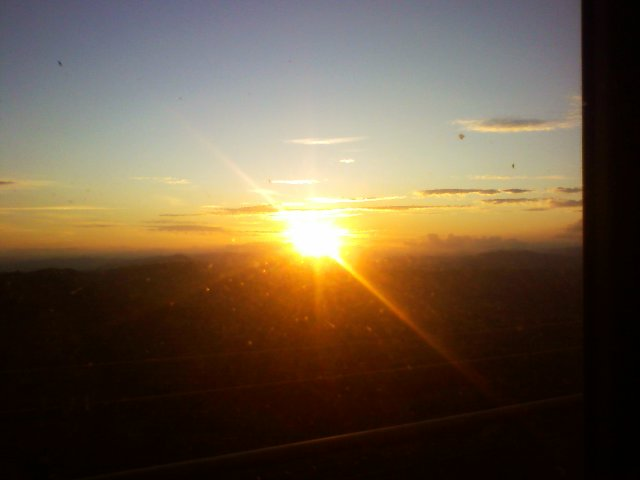
غروب الشمس في إنا
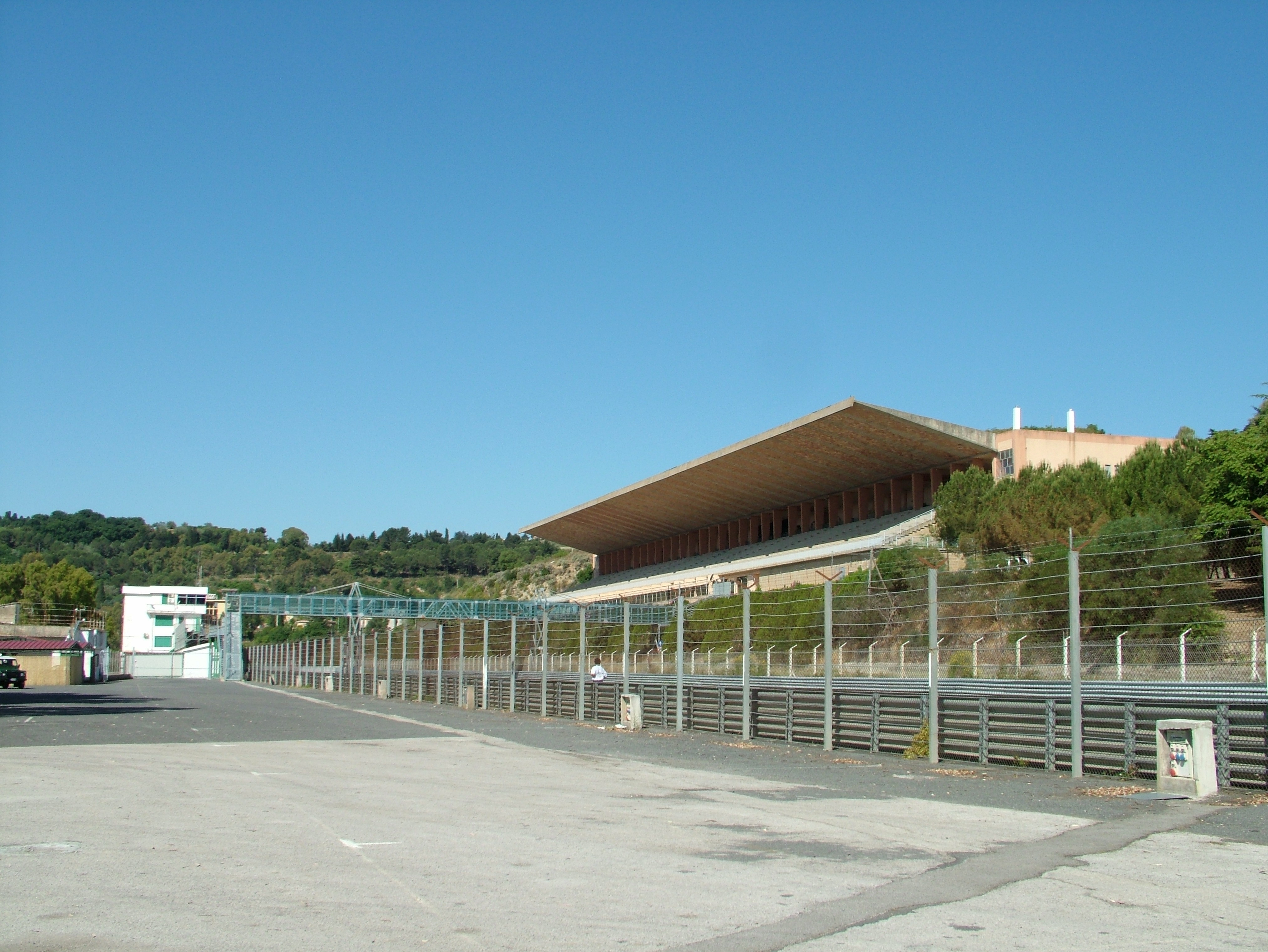
مضمار السباق في برغوسا
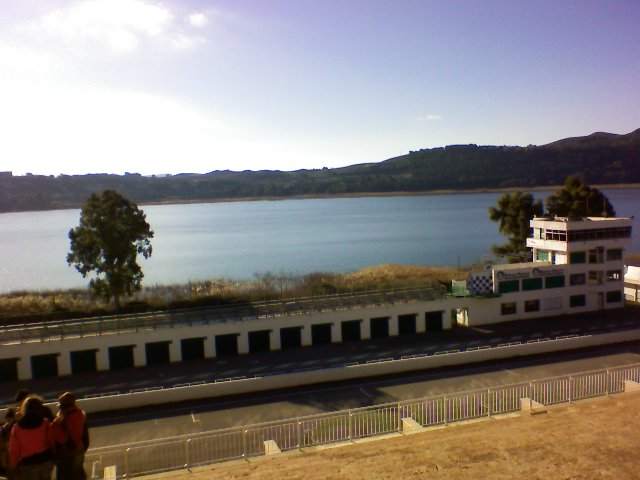
مضمار السباق والبحيرة في برغوسا

## السكان
في سنة 1861 بلغ عدد السكان 14٬452 نسمة، وتطور العدد ليصل في سنة 2011 لـ 27٬894 نسمة.
يظهر هذا المخطط البياني تطور النمو السكاني لـ إنا